# AMSBUS

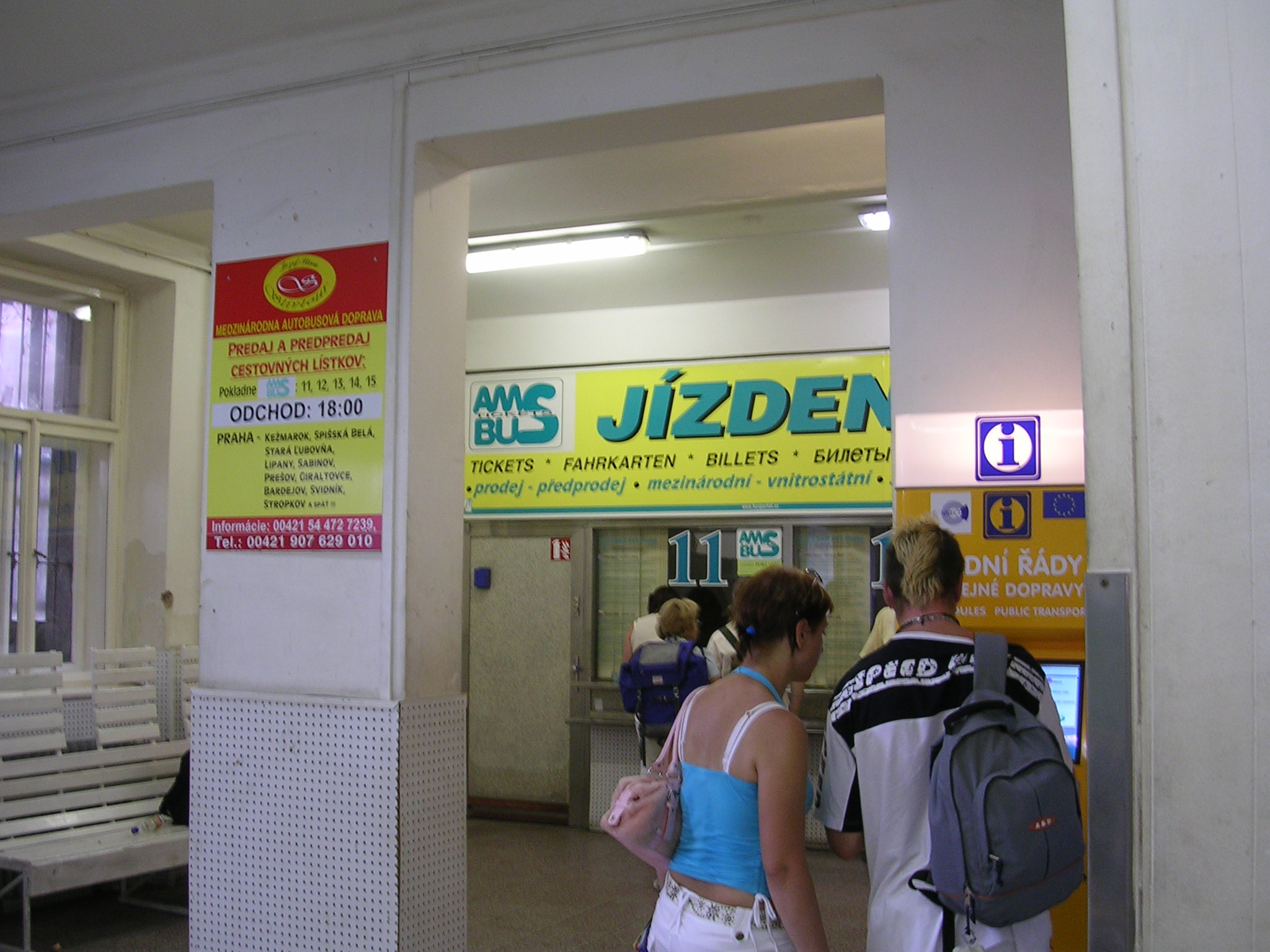
Předprodejní stanoviště AMSBUS ve staré hale ÚAN Praha-Florenc, rok 2006

AMSBUS, původně AMS (automatizovaný místenkový systém), je původem československý celostátní místenkový systém pro autobusovou dopravu, který je dosud dominantním systémem v České republice i ve Slovenské republice. Původcem systému byla organizační složka Závod výpočetní techniky ČSAD KNV Praha, která se transformovala nejprve 1. ledna 1991 ve státní podnik ČSAD Služby výpočetní techniky Praha a poté 1. 7. 1994 v ČSAD SVT Praha s. r. o., která je dosud[kdy?] jeho provozovatelem. Byl zprovozněn roku 1983 a funguje po mírném přejmenování a mnoha zásadních zdokonaleních dosud.

## Technické řešení
Systém AMS byl zaveden s pokladními systémy NCR řízenými krajskými mikropočítači umístěnými ve všech krajích Československa, které byly propojeny centrálním počítačem NCR 8555. Datová síť zprovozněná v roce 1985 byla první aplikaci pracující v reálném čase systémem dotaz – odpověď ve střední a východní Evropě. Po roce 1989 byl systém postupně inovován na bázi LAN osobních počítačů propojených s centrálním výpočetním střediskem AMS v Praze. Centrální počítač NCR 8555 byl nahrazen počítačem NCR 3445 pracujícím pod operačním systémem Unix s databázovým systémem Informix. Podle textu z roku 2008 je dnes systém provozován na serverech IBM Power 520 v clusteru a stále využívá databázi Informix.

## Rozsah systému
Původně se pro AMS počítalo s 10 pracovišti v Československu: Praha, České Budějovice, Karlovy Vary, Liberec, Hradec Králové, Brno, Bratislava, Banská Bystrica a Košice. V listopadu 2003 měl AMSBUS přes 140 prodejních pracovišť. V roce 2008 bylo do AMSBUS zapojeno asi 350 terminálů v Česku a na Slovensku a přes 150 dopravců, provozovatel avizoval chystané zřízení prodejních kanceláří v Bulharsku a Maďarsku. V červenci 2014 provozovatel inzeroval, že nabízí jízdenky prakticky na všechny dálkové i mezinárodní spoje všech významných dopravců do zastávek v ČR, SR a celé Evropě, přičemž prodej je zajištěn ve více než 250 předprodejních kanceláří (jedna kancelář může zahrnovat i více terminálů) na území ČR i SR. V Často kladených otázkách uvádí, že prodává jízdenky pro více než 250 dopravců a na více než 3000 pravidelných autobusových spojů. V září 2012 dopravce informoval, že čtvrtina předprodejů se týká mezinárodních linek, z toho většina česko-slovenských linek zajišťovaných českými nebo slovenskými dopravci; do systému jsou však zapojeni i někteří bulharští, polští, maďarští, lotyšští, řečtí a ukrajinští dopravci a tak například v bulharské kanceláři byla prodána místenka na spoj maďarského dopravce z Prahy do Berlína.
Prvním železničním dopravcem v systému AMSBUS byly Jindřichohradecké místní dráhy, které od září 2012 zřídily pilotní prodej jízdenek systému AMS na nádraží v Kamenici nad Lipou; uvažovaly o rozšíření i do Nové Včelnice a Černovic u Tábora. Prodej vlakových jízdenek byl v celé síti AMSBUS poprvé umožněn od 12. října 2012 na zvláštní parní vlak dne 27. října 2012. JHMD v Kamenici nad Lipou prodávají též jízdenky ČD.
Dominantním místenkovým systémem pro rezervaci železničních místenek je v České republice systém Českých drah ARES, který se systémem AMSBUS není propojen. České dráhy však prodávají mezinárodní jízdenky v systému AMSBUS od roku 1999 ve své cestovní kanceláři; v době povodní v roce 2002, kdy bylo zatopeno autobusové nádraží na Florenci, dočasně rozšířily služby i o prodej vnitrostátních autobusových jízdenek.

## E-shop
Už původní systém z 80. let počítal s telefonickou rezervací. Od 1. prosince 2003 je možná internetová rezervace jízdenek, které si pak cestující mohl koupit v některých z kanceláří AMSBUS. Od února 2005 bylo možné si vytištěnou jízdenku po zaplacení bankovním převodem nechat poslat poštou. Od února 2007 je možnost rezervace spojů rozšířena o webový eShop e-jízdenka s možností přímého nákupu přes internet, přičemž e-shop byl postupně rozšiřován o další možnosti platby. Prodej rapidně vzrostl po zavedení přímého prokliku z vyhledávače spojení IDOS v listopadu 2007, přičemž prodej z přímého prokliku z IDOS se ustálil přibližně na jedné třetině prodaných elektronických jízdenek. Téměř od zavedení možné e-shop zpřístupnit v rámci customizace přímo z webových stránek dopravců, od března 2014 byl e-shop AMSBUS rozdělen na český a slovenský web. Verze AMSBUS 4 včetně eShopu s možností nákupu bez registrace byla nasazena do ostrého provozu 1. května 2011. V prosinci 2012 provozovatel oznámil 100 tisíc zaregistrovaných uživatelů, přičemž jednorázový nákup místenky byl možný i bez registrace. V březnu 2013 provozovatel oznámil, že stále více dopravců nevyžaduje vytištění elektronické jízdenky, ale postačí jim kód jízdenky, kterou si řidič může zkontrolovat ve své aplikaci či seznamu. V téže době chystala ČSAD SVT verzi e-shopu pro chytré telefony.

## Funkce pro dopravce
AMSBUS má i rozhraní a navazující výstupy pro dopravce včetně funkcí pro dispečerské řízení. Verze 3.1 umožnila řidičům vkládat do systému i údaje o cestujících, kteří si koupili jízdenky přímo ve voze.

## Ceny
Jednotná cena místenky při ručním předprodeji byla původně u ČSAD 3 Kč, se zavedením automatizovaného předprodeje v roce 1983 se zvýšila na 5 Kč, do roku 2003 se pak zvýšila na 10 Kč. Později se stalo standardem, že pro cestující je místenka zdarma (resp. zahrnutá v ceně jízdenky) a poplatek si strhává provozovatel z tržeb jako provizi formou procentuálního podílu z jízdného.[zdroj?]